# زمین‌لرزه قرقیزستان
زمین‌لرزه قرقیزستان ممکن است به یکی از موارد زیر اشاره داشته باشد:
- زمین‌لرزه ۱۹۲۴ قرقیزستان
- زمین‌لرزه ۱۹۹۲ قرقیزستان
- زمین‌لرزه ۱۹۴۶ قرقیزستان
- زمین‌لرزه ۲۰۰۸ قرقیزستان